# عودي يا أمي (فلم)
عودي يا أمي هو فيلم مصري عرض عام 1961، بطولة شكري سرحان ونادية لطفي وعمر الحريري، ومن إخراج عبد الرحمن شريف.

## قصة الفيلم
تدور الأحداث حول «زينب» التي تتزوج من صديق طفولتها «رأفت»، وتنجب منه طفلة جميلة، ولا يعكر صفو حياتهما إلا حماتها «عنايات» التي تتسم بالقسوة والغيرة، وتقع الحماة في غرام صديق ابنها «حسين»، وحين تكتشف «زينب» هذه العلاقة تذهب إلى «حسين» لإبعاده عن حماتها، ويحاول مهاجمتها فتقاومه ويسقط مغشياً عليه، وتتهم «عنايات» بقتله ويتم سجنها، وتصل الفضيحة إلى الزوج الذي يطلق زوجته، ويتم إنقاذ «حسين» على أيدي راقصة تحبه، ويخبر «رأفت» ابنته أن أمها هي «عنايات»، وتصاب الصغيرة، فيضطر الأب لإحضار «زينب» للمنزل كممرضة تسهر على راحتها، وتخرج «عنايات» من السجن، ويعود «حسين» من النمسا معافاً، ويطلب من «عنايات» لقائه، لكنها من فرحتها تسقط من فوق السلم، وفي المستشفى تكون «زينب» هي الممرضة التي تعتني بها، تعترف الأم بخطئها ويعترف حسين لرأفت بأن زوجته بريئة ويلتم شمل الأسرة من جديد.

## طاقم التمثيل
- شكري سرحان: (رأفت)
- نادية لطفي: (زينب)
- عمر الحريري: (حسين)
- أمينة رزق: (والدة زينب)
- زوزو ماضي: (عنايات - والدة رأفت)
- فاخر فاخر: (الدكتور عاصم)
- ريري: (سميرة)
- سلوى محمود: (خادمة)
- بدر نوفل: (أبو العلا)
- نظيم شعراوي: (وكيل النيابة)
- عبد الغني النجدي: (الساعي)
- أحمد شوقي: (طبيب)
- حسين إسماعيل: (محضر)
- عبد المنعم سعودي: (محضر)
- بوسي: (طفلة)
- ناني عزت: (طفلة)

## فريق العمل
- إخراج: عبد الرحمن شريف
- قصة: عثمان علي سعد، بهاء الدين شرف
- إعداد سينمائي: أحمد عباس صالح
- سيناريو وحوار: محمد أبو يوسف
- مدير التصوير: كمال كريم
- مونتاج: مصطفى مختار
- موسيقى تصويرية: فؤاد الظاهري
- إنتاج: دينار فيلم
- توزيع: دينار فيلم